# Moïse Kisling

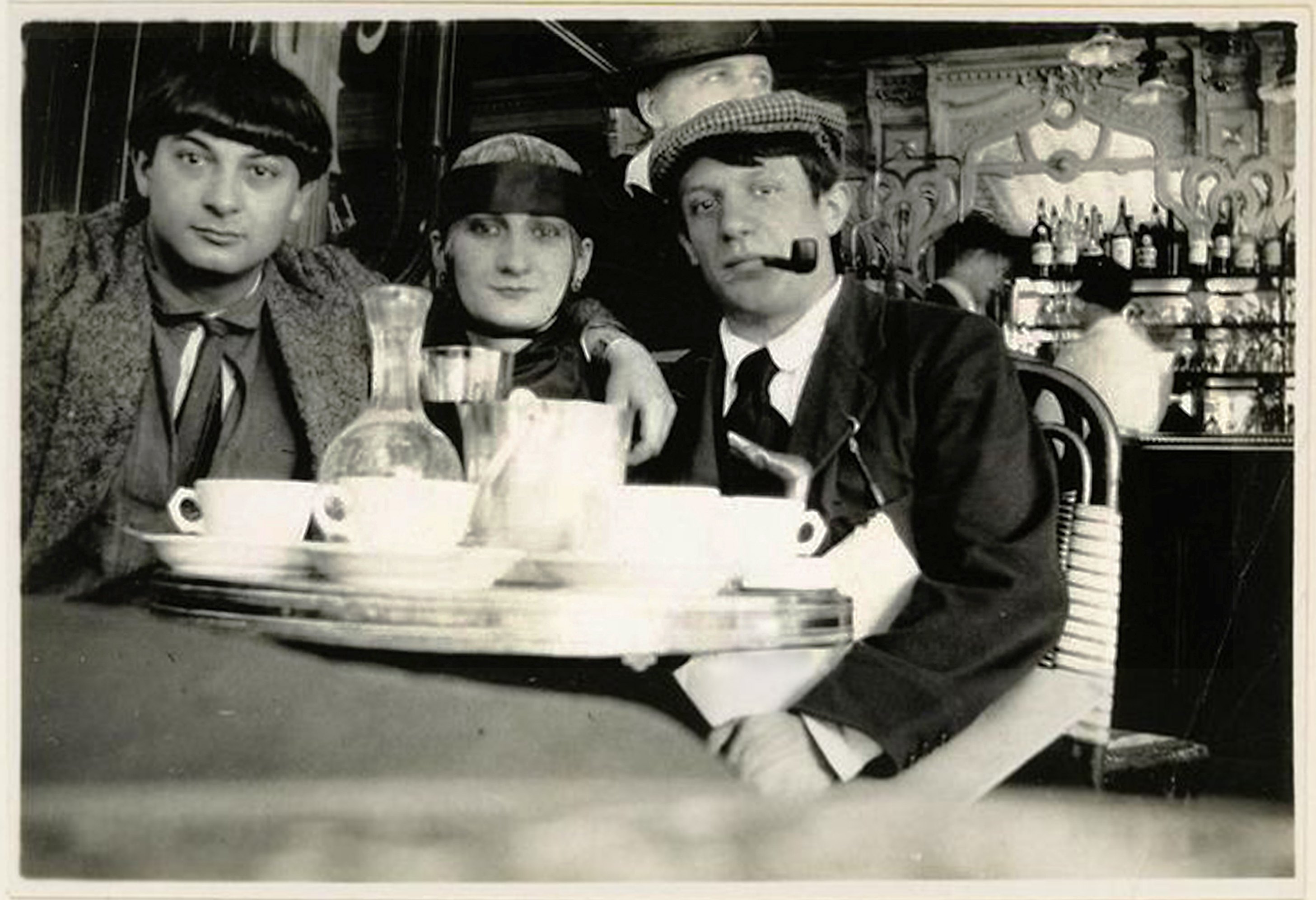
Moïse Kisling, Paquerette i Pablo Picasso w Café de la Rotonde w obiektywie Jeana Cocteau (1916)

Mojżesz Kisling (franc. Moïse Kisling (ur. 22 stycznia 1891 w Krakowie, zm. 29 kwietnia 1953 w Sanary-sur-Mer) – polski malarz pochodzenia żydowskiego.

## Życiorys
Mojżesz Kisling urodził się na krakowskim Kazimierzu jako syn krawca Wolfa i Jetty z Schattenfeldów. Od 1907 do 1910 studiował w krakowskiej Akademii Sztuk Pięknych pod kierunkiem Józefa Pankiewicza, po ukończeniu nauki razem z Szymonem Mondszajnem wyjechał do Paryża. Mondszajn powrócił na rok do Krakowa dokończyć studia, Mojżesz pozostał w Paryżu i tam kontynuował naukę. Zamieszkał na Montmartrze, w słynnym „Bateau Lavoir”, ale w krótkim czasie nawiązał bliskie kontakty z bohemą żyjącą w dzielnicy Montparnasse i tam się przeprowadził, zamieszkał w „La Ruche”. Łatwo nawiązywał kontakty, więc szybko stał się artystą powszechnie znanym, nazywano go „Księciem Montparnasse”. Do grona jego przyjaciół należeli Marc Chagall, Amedeo Modigliani oraz Chaim Soutine, który tworzył w podobnym stylu. Utrzymywał też żywe relacje z innymi polskimi emigrantami m.in. Tadeuszem Makowskim, Eugeniuszem Zakiem, Melą Muter, Romanem Kramsztykiem, Ludwikiem Markusem, Janem Wacławem Zawadowskim, Szymonem Mondszajnem, Janem Hrynkowskim. Jego twórczość została zauważona przez krytyków m.in. André Salmona i Adolfa Baslera, który został jego mecenasem. Otrzymywał również stypendium od anonimowego mecenasa pochodzącego z Rosji, w późniejszym czasie mecenasem Kislinga był znany marszand i kolekcjoner Leopold Zborowski. W 1912 razem z Pablem Picassem i Juanem Grisem wyjechał do Céret, powrócili na początku 1913. Kilka dni przed wybuchem I wojny światowej został ranny w pojedynku z Leopoldem Gottliebem. Po wybuchu I wojny światowej wstąpił ochotniczo do Legii Cudzoziemskiej, podczas bitwy nad Sommą został ciężko ranny. W 1915 otrzymał obywatelstwo francuskie, przez rok podczas rekonwalescencji przebywał w Hiszpanii. W latach 1917 i 1920 odbył podróże artystyczne na południe Francji, w 1919 w Galerie Druet miała miejsce jego pierwsza wystawa indywidualna.
Założył własną pracownię, przez którą przewinęło się wiele znanych osób m.in. Jean Cocteau, Charlie Chaplin, Artur Rubinstein, Pierre Reverdy, Ernest Hemingway, Henry Miller. Po 1920 przez pewien czas mieszkał razem z przybyłym do Paryża Władysławem Jahlem, jedną z jego modelek była Kiki de Montparnasse. Był członkiem Związku Zawodowego Malarzy i Rzeźbiarzy Polskich w Paryżu. Mimo że był otoczony ludźmi, wszędzie czuł się wyobcowany. W swoich notatkach pisał: „W Polsce jestem Żydem, wśród Żydów jestem malarzem francuskim, a wśród Francuzów jestem metekiem”.
Po wybuchu II wojny światowej wstąpił w szeregi armii francuskiej, ale po kilku miesiącach został przeniesiony do rezerwy. Aby uniknąć aresztowania po upadku Francji, w 1940 przez Hiszpanię i Portugalię wyjechał do Stanów Zjednoczonych. Mieszkał początkowo w Nowym Jorku, w 1942 zaproszony przez Artura Rubinsteina przeniósł się na rok do Hollywood. Do Francji powrócił w 1946 i zamieszkał w Sanary-sur-Mer, gdzie zmarł w 1953.

## Twórczość
Moïse Kisling jest uznawany przez krytyków za jednego z najwybitniejszych przedstawicieli École de Paris. Po przybyciu do Paryża duży wpływ na jego twórczość miała sztuka Paula Cézanne’a. Z czasem kontakty z kubistami sprawiły, że jego pejzaże tworzone na południu Francji nabrały geometryzującej stylistyki znanej z obrazów Pabla Picassa i Georges’a Braque’a, z kolei stosowane barwy były typowe dla fowistów. Po 1917 tworzył eklektyczne krajobrazy stosując ostre, konkretne barwy zestawione na zasadzie kontrastów. Od wczesnych lat dwudziestych dał się poznać jako portrecista, spod jego pędzla wychodziły liczne portrety i akty kobiece. Niektóre tworzone bardzo realistycznie, inne nacechowane nostalgicznie, podobnie jak u Amedea Modiglianiego.

## Wybrane prace
- „Nu assis” (Kiki de Montparnasse)
- „Portrait de Madeleine Lebeau”
- „Paysage de Sanary”
- „Jeune femme blonde”
- „Femme nue assise”
- „Nu allongé”
- „Port de Tamaris”
- „Portrait de jeune fille brune”
- „Buste nu couché”